# Queen's Park (Toronto)
Pour les articles homonymes, voir Queen's Park.

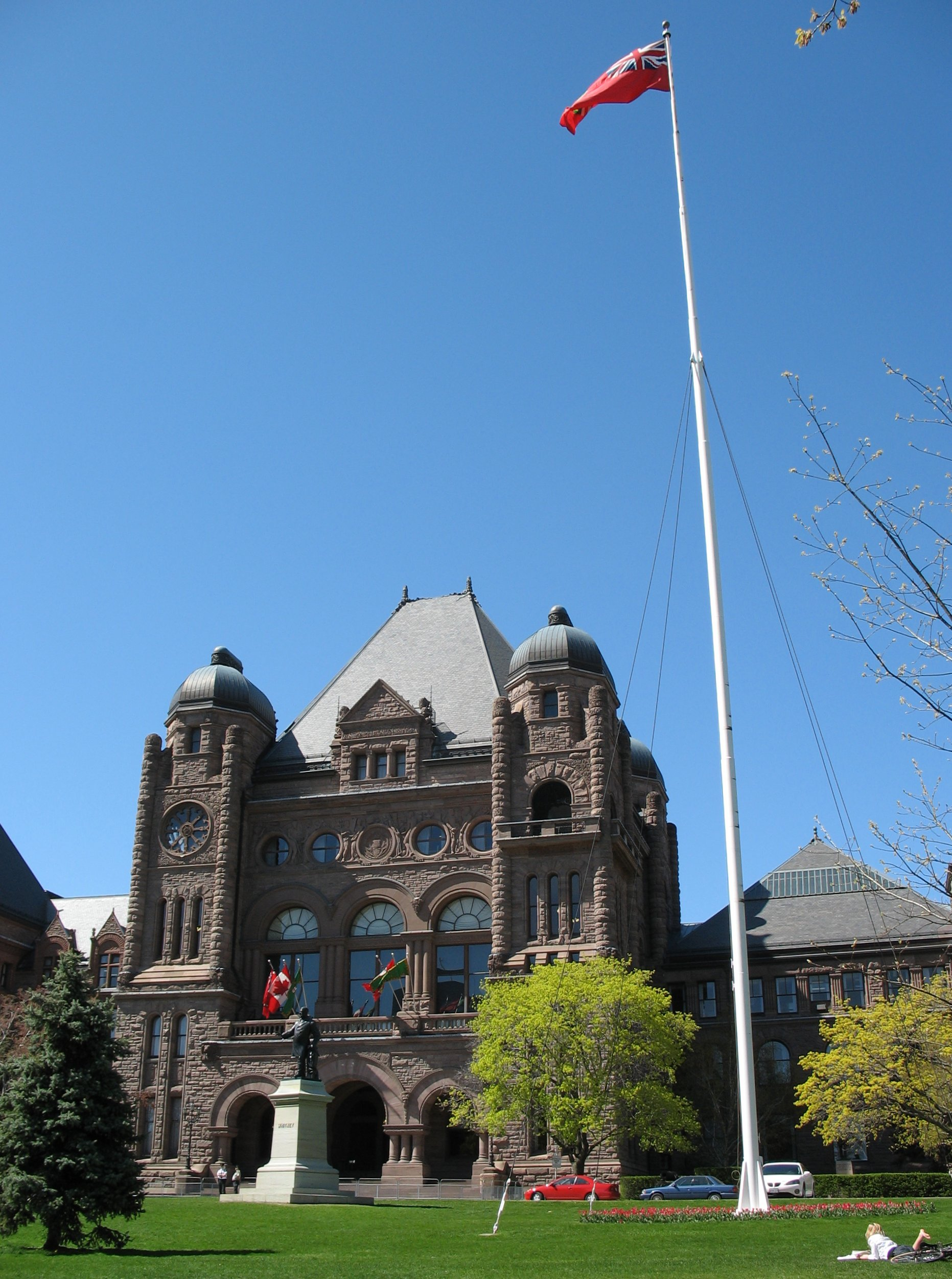
L'édifice de l'Assemblée législative de l'Ontario

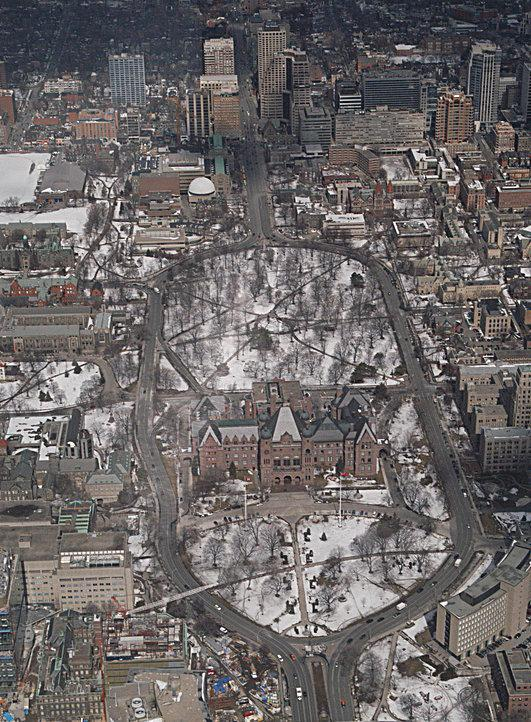
Vue aérienne de Queen's Park en hiver, avec l'édifice de l'Assemblée législative de l'Ontario au centre, l'Université de Toronto à l'ouest, et le Musée royal de l'Ontario et le défunt planétarium McLaughlin au nord.

Le Queen's Park est un parc historique du centre-ville de Toronto (Ontario), au Canada. Il abrite l'édifice de l'Assemblée législative de l'Ontario, si bien que l'expression Queen's Park est généralement utilisée pour désigner les instances dirigeantes de l'Ontario. Le parc fait à l'origine partie de l'Université de Toronto, mais celle-ci l'a cédé au Gouvernement de l'Ontario en 1859 pour une durée de 999 années.
Queen's Park a donné son nom à une station de métro et une rue.

## Histoire
Queen's Park est nommé en 1860 en honneur de la Reine Victoria par Édouard, prince de Galles (Édouard VII). La législature ouvre ses portes en 1892.

## Attractions

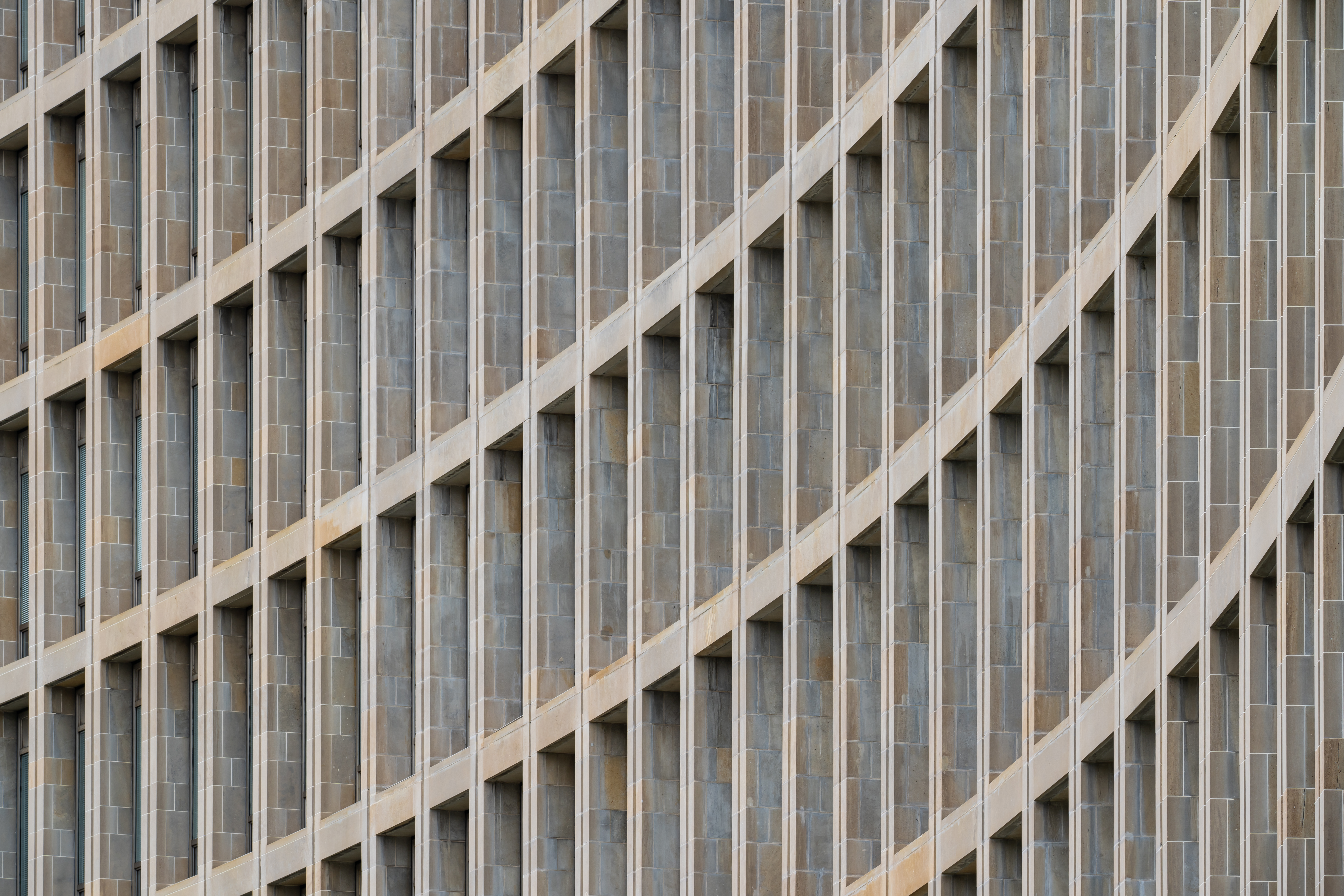
Fenêtres de façade du Frost Building, dans le Queen's Park. Avril 2021.

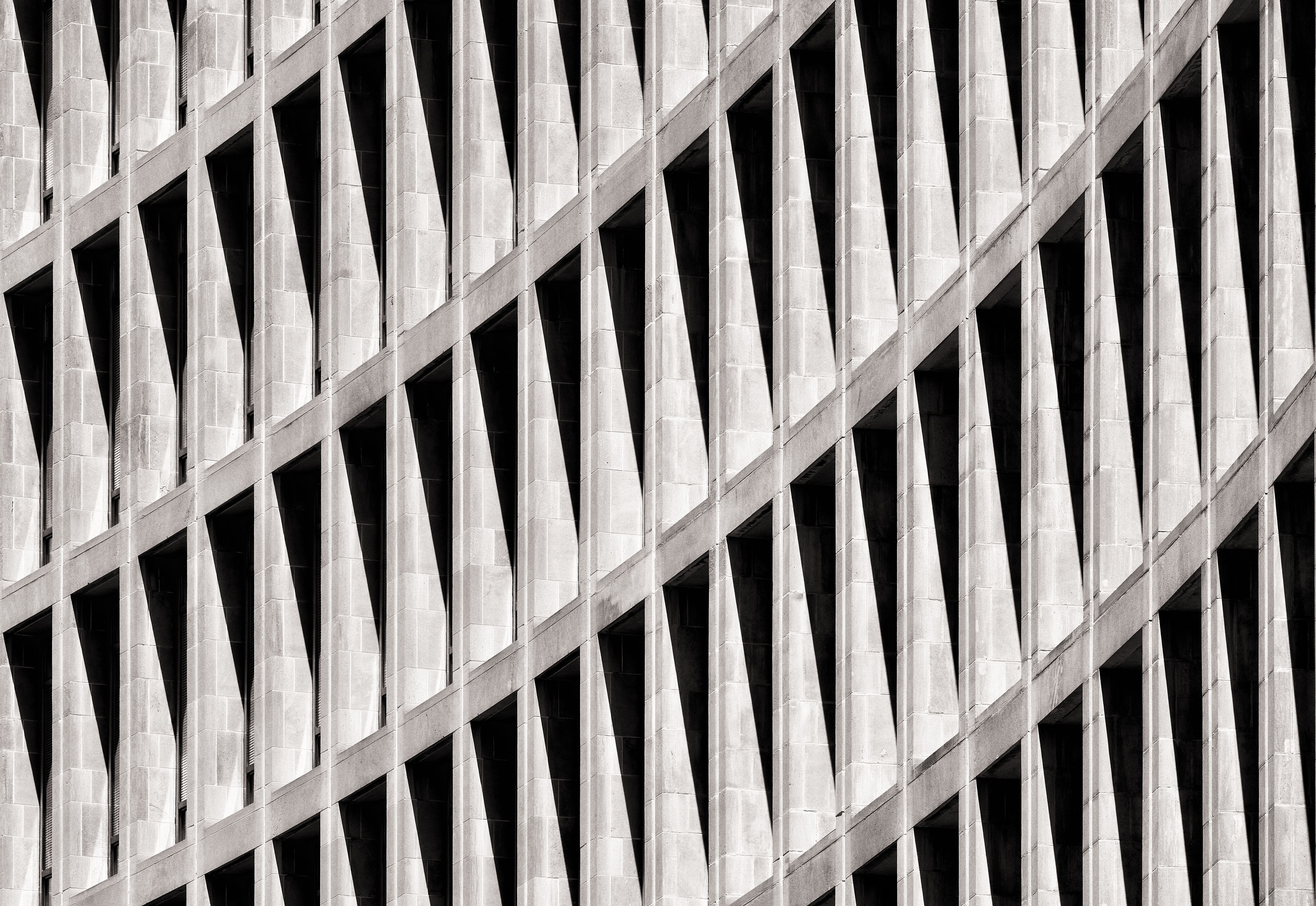
Presque les mêmes du même immeuble en noir et blanc. Juin 2021.

La section nord de Queen's Park est un parc de style britannique dominé par de grands arbres qui offrent un ombrage important en été. L'axe nord-sud de cette section est un sentier partant d'une statue équestre d'Édouard VII au nord de Wellesley Street et menant à un monument aux morts des 48th Highlanders à l'extrême-nord du parc. La statue d'Édouard VII se trouve sur une grande monticule entourée de bancs ; la clairière nécessaire à la statue crée un point central pittoresque lors des jours d'étés ensoleillés, devenant l'endroit de loin le plus éclairé du parc.
Le Musée royal de l'Ontario, le Musée Gardiner de l'art céramique et le défunt planétarium McLaughlin sont à une courte distance à pied à partir du nord du parc, et l'Université de Toronto se trouve à l'ouest. Durant l'année scolaire le parc est habituellement rempli d'étudiants se rendant en cours. La nuit, le parc est souvent peuplé d'étudiants consommant des substances illégales bannies sur le campus.
Le sud du parc est le site de l'Assemblée législative de l'Ontario, ainsi que plusieurs sculptures commémoratives, tous dans des jardins formels. Parmi les statues se trouvant au sud de l'édifice parlementaire se trouvent notamment celle du premier premier ministre du Canada, Sir John A. Macdonald, le réformiste de l'éducation George Brown, la Reine Victoria, et le premier ministre ontarien Sir James Whitney.
Un mât situé devant l'édifice parlementaire à Queen's Park sert à faire flotter différents drapeaux, notamment le drapeau de la fierté gaie qui y a flotté durant les Jeux Olympiques d'hiver de Sotchi, et le drapeau ukrainien durant les manifestations en Ukraine, en 2014 ,. Un protocole permet aux députés de l'Assemblée législative de choisir un drapeau pour y flotter, si tous les membres appuient la motion.  En général c’est le drapeau provinciale qui flotte d’habitude.

## Gouvernement
En plus d'être un parc au cœur de la ville de Toronto, Queen's Park est également le siège du gouvernement provincial. Par métonymie, on appelle souvent le gouvernement ou l'édifice de la législature par le nom de Queen's Park.